# Eva Baumann

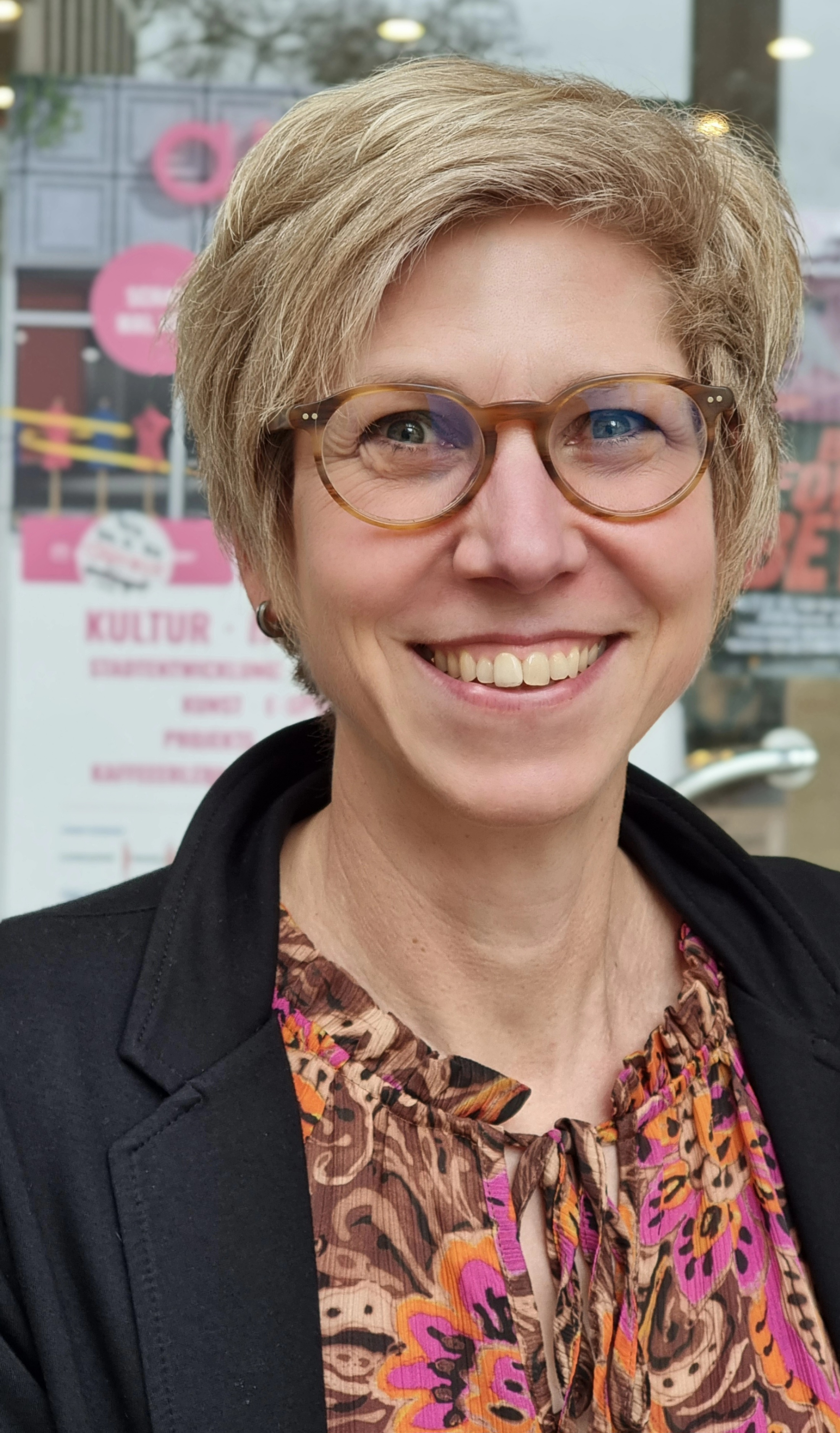
Eva Baumann, 2024

Eva Baumann (geb. 1974 in Krefeld) ist eine deutsche Kommunikationswissenschaftlerin. Sie ist Professorin für Kommunikationswissenschaft an der Hochschule für Musik, Theater und Medien Hannover (HMTMH). Ihre Forschungsschwerpunkte liegen unter anderem in den Bereichen Gesundheits- und Risikokommunikation. 

## Werdegang
Eva Baumann ließ sich von 1993 bis 1996 zur Verlagskauffrau ausbilden und arbeitete bis 1997 als Fachkraft für Desktop-Publishing.
Von 2002 bis 2007 studierte sie Medienmanagement, Angewandte Kommunikationsforschung und Betriebswirtschaftslehre (Schwerpunkt Marketing) am Institut für Journalistik und Kommunikationsforschung (IJK) der HMTMH, wo sie anschließend bis 2006 als wissenschaftliche Mitarbeiterin tätig war.
Von 2006 bis 2007 arbeitete Eva Baumann im Bereich PR & Marketing beim Europäischen Zentrum für Medienkompetenz in Marl (heute: Grimme-Institut), dann bis 2010 am Institut für Kommunikationswissenschaft der Universität Münster. Im Jahr 2008 wurde sie an der HMTMH mit einer Arbeit zur Rolle der Medien im Kontext eines gestörten Essverhaltens zur Dr. phil. promoviert.
Es folgten Tätigkeiten als selbstständige Beraterin für Gesundheitskommunikation (bis 2011), wissenschaftliche Mitarbeiterin am IJK, Vertretungsprofessuren für Kommunikationswissenschaft an der Universität Erfurt (2012) und der Ludwig-Maximilians-Universität München (2012/2013). Ab April 2013 übernahm Eva Baumann eine Position als Akademische Oberrätin an der Universität Bielefeld, Fakultät für Gesundheitswissenschaften, bis sie 2015 auf die Professur für Kommunikationswissenschaft am Institut für Journalistik und Kommunikationsforschung wechselte und zur Leiterin des Hanover Center for Health Communication am IJK berufen wurde.
Seit Juli 2024 ist sie Beauftragte für die Wissenschaft der HMTMH.

## Funktionen und Mitgliedschaften
Eva Baumann war Gründungsmitglied des Netzwerks Medien und Gesundheitskommunikation. Sie ist unter anderem Mitglied des Deutschen Netzwerks Gesundheitskompetenz und des Netzwerkes Evidenzbasierte Medizin. 
Von 2015 bis 2023 war sie Mitglied des Beirates der Unabhängigen Patientenberatung Deutschland (UPD) und von 2016 bis 2020 stellvertretende Vorsitzende der Deutschen Gesellschaft für Publizistik und Kommunikationswissenschaft (DGPuK). Von 2023 bis 2027 ist sie Stellv. Vorsitzende des Wissenschaftlichen Beirats der Bundeszentrale für Gesundheitliche Aufklärung (BZgA). Im März 2024 wurde Eva Baumann zum Mitglied des Expertenrates Gesundheit und Resilienz der Bundesregierung berufen.

## Veröffentlichungen (Auswahl)
- Klaus Hurrelmann, Eva Baumann (Hrsg.): Handbuch Gesundheitskommunikation. Hogrefe Göttingen 2014. ISBN 978-3-4568-5432-8